# Венецианские острова (Флорида)

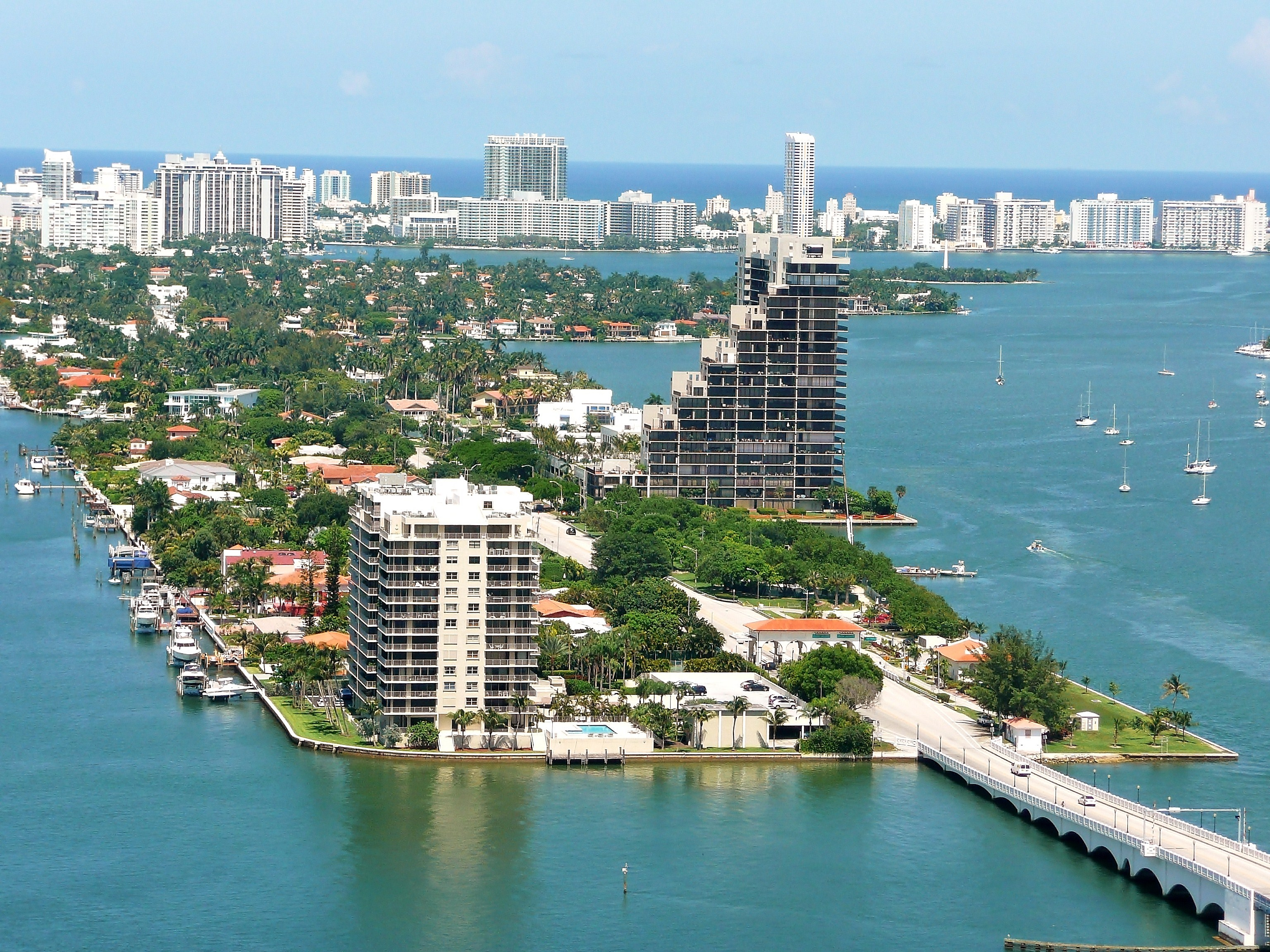
Вид на самые западные из Венецианских островов.

Венецианские острова (англ. Venetian Islands) — цепь искусственных островов в залив Бискейн, расположенная между городами Майами и Майами-Бич (штат Флорида). Цепь включает в себя острова (с запада на восток): Бискейн (Майами), Сан-Марко (Майами), Сан-Марино (Майами-Бич), Ди-Лидо (Майами-Бич), Риво-Альдо (Майами-Бич) и Бель-Иль (Майами-Бич). Остров монумента Флаглера — необитаемый остров, используемый как место для пикников, был возведён в 1920 году и посвящён Генри Флаглеру, пионеру железнодорожной отрасли США. Острова соединены мостами с Майами и Майами-Бич.

## История
Первоначальный проект Венецианских островов включал в себя создание куда большей искусственной территории в заливе, чем есть сейчас. В планы входило и возведение дамбы.
Первый мост, пересекавший залив Бискейн и соединявший Майами и Майами-Бич, получил название Коллинз в честь построившего его фермера и землевладельца Джона С. Коллинза при финансовой поддержке предпринимателя и пионера автогонок в США Карла Грэма Фишера. Во время своего появления на свет мост Коллинза был самым длинным деревянным мостом в мире. Открытый 12 июня 1913 года он имел в длину 4 км и соединил строящийся Майами-Бич с материком, раннее же сообщение осуществлялось с помощью паромов.
Проект возведения искусственных Венецианских островов был прерван в результате последствий Майамского урагана 1926 года, разрушившего город. Шторм фактически прекратил земельный бум 1920-х годов во Флориде и ввёл этот штат в Великую депрессию. О развитии проекта можно было забыть, так сваи, выступающие над водной гладью в заливе и ныне, напоминают о несостоявшемся острове Изола-ди-Лоландо.